# Ángel Martínez Vivas
Ángel Martínez Vivas (Laguna de Negrillos, 11 de mayo de 1904 – Antananarivo, 23 de julio de 1981) fue un religioso trinitario descalzo y primer obispo de la diócesis de Tsiroanomandidy, Madagascar

## Biografía
Ángel Martínez Vivas nació el 11 de mayo de 1904, en Laguna de Negrillos (provincia de León-España. Estudió filosofía y teología en la Pontificia Universidad Gregoriana. Fue ordenado sacerdote el 3 de julio de 1927. En 1931 fue destinado a la misión en Madagascar.
El 13 de enero de 1949, la Santa Sede creó la prefectura apostólica de Tsiroanomandidy, nombrando a Martínez como prefecto apostólico. El 11 de diciembre de 1958, la prefectura fue elevada al rango de diócesis, por el papa Juan XXIII, siendo Martínez su primer obispo. Recibió la consagración episcopal de manos de Victor Sarte, obispo de Antananarivo, en la catedral de Tsiroanomandidy, el 19 de julio de 1959. Como obispo tuvo que participar en todas las sesiones del Concilio Vaticano II. 
Luego de veinte años de servicio a su diócesis, presentó su renuncia al episcopado por motivos de salud. El papa Pablo VI aceptó su renuncia el 19 de julio de 1977. Ángel Martínez se trasladó a la comunidad de los padres trinitarios de Antananarivo. Murió el 23 de julio de 1981 y sus restos descansan en la cripta de la catedral de Tsiroanomandidy.